# Hideaki Ohba
Hideaki Ohba (大場 秀章, Ōba Hideaki) est un botaniste et ptéridologue japonais né en 1943.